# Miron Cristea

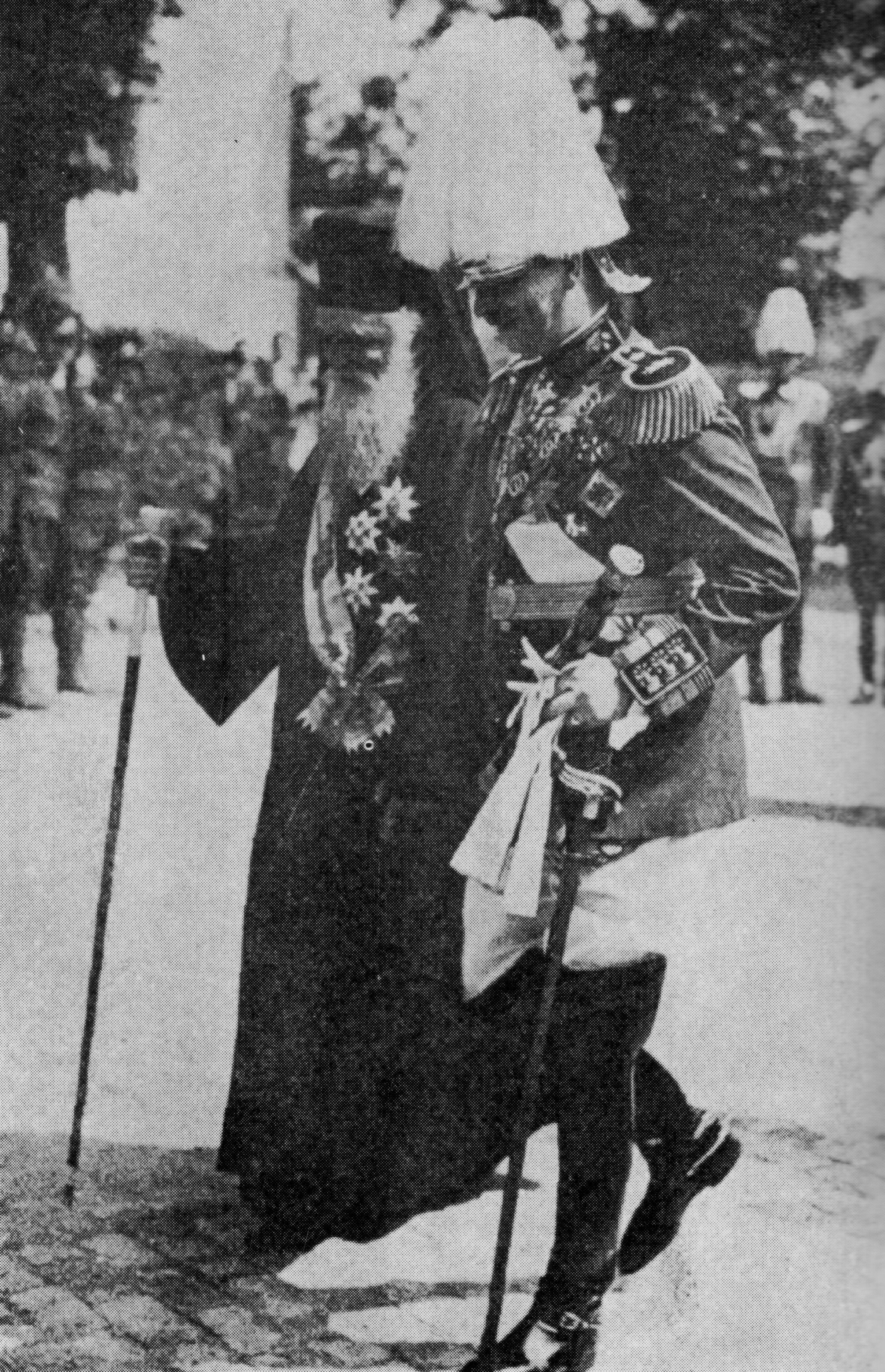
Miron Cristea mit König Carol II.

Miron Cristea bzw. Christea (* 18. Juli bzw. 20. Juli 1868 in Toplița, Siebenbürgen, Österreich-Ungarn; † 6. März 1939 in Bukarest, Rumänien bzw. Cannes, Frankreich), eigentlich Ilie bzw. Elie Gheorghe Cristea, war ein rumänischer Patriarch und Politiker. 
Ab 1887 studierte Cristea zunächst in Hermannstadt Theologie, dann in Bukarest Philosophie und arbeitete nach seiner Promotion 1895 für das erzbischöfliche Konsistorium in Hermannstadt. Unter dem Möchsnamen Miron trat er 1902 in das Kloster Hodoș-Bodrog ein und wurde 1909 bzw. 1910 zum Bischof von Caransebeș im Banat gewählt (und geweiht). Nach dem Ersten Weltkrieg förderte er Ende 1918 den Anschluss Siebenbürgens (und des Banats) an Rumänien, nahm an der Unionsversammlung von Alba Iulia teil und wurde als Vertreter dieser Versammlung nach Bukarest entsandt. Nach dem Anschluss wurde Cristea 1919 zum Erzbischof von Bukarest sowie zum Metropoliten der Walachei und Primas ganz Großrumäniens gewählt und war als solcher Vorsitzender des Nationalen Kirchenrates. Seit 1919 war er zudem Mitglied der Rumänischen Akademie. Ein Beschluss der Heiligen Synode bzw. des Parlaments beförderte ihn 1925 zum ersten Patriarchen der Rumänisch-Orthodoxen Kirche. Von König Ferdinand I. 1926 in den Regentschaftsrat berufen, übernahm Cristea nach Ferdinands Tod ab Juli 1927 zusammen mit Prinz Nicolae und Gheorghe Buzdugan († 1929, danach Constantin Sărăţeanu) die Regentschaft für Ferdinands minderjährigen Enkel Mihai I., ehe im Juni 1930 Mihais Vater Carol II. selbst König wurde.
Um nach jahrelangen Machtkämpfen zwischen nationalliberalen, konservativen und faschistischen Parteiungen eine Machtergreifung der zunehmend populärer werdenden faschistischen Eisernen Garde zu verhindern, setzte der König im Februar 1938 die klerikalfaschistische Regierung Octavian Goga ab, die demokratische Verfassung außer Kraft und die anstehenden Parlamentswahlen aus. Carol II. errichtete eine Königsdiktatur und ersetzte deren fehlende parlamentarisch-demokratische Legitimation durch eine religiöse Legitimation, indem er den Patriarchen Cristea im Februar zum neuen Premierminister berief. Cristea erließ am 27. Februar 1938 eine neue, autoritäre Verfassung, die den König mit diktatorischen Vollmachten ausstattete und die von ihm geschaffene Front der Nationalen Wiedergeburt (Frontul Renașterii Naționale) zur einzig legalen Partei machte. Als Premierminister bemühte sich Cristea um die Einheit von Kirche und Staat, führte die von seinem Vorgänger erlassenen antisemitischen Maßnahmen fort und lehnte sich zunehmend an das Deutsche Reich an. Bis zu seinem Tod war Cristea zudem Vorsitzender des vom König geschaffenen Kronrates.